# Шеффилд, Джастас
Джастас Кейн Шеффилд (англ. Justus Kane Sheffield, 13 мая 1996, Таллахома) — американский бейсболист, питчер клуба МЛБ «Сиэтл Маринерс». Младший брат бейсболиста Джордана Шеффилда и племянник звезды МЛБ Гэри Шеффилда.

## Карьера
Шеффилд учился в старшей школе Таллахома. Во время игр за школьную бейсбольную команду сыграл два ноу-хиттера. По итогам сезона 2014 года он получил приз лучшему бейсболисту национального чемпионата, вручаемый компанией Gatorade. Джастас стал первым представителем школ штата Теннесси, удостоенным этой награды. В первом раунде драфта МЛБ 2014 года он был выбран клубом «Кливленд Индианс». После этого Шеффилд отказался от намерения поступить в Университет Вандербильта и подписал профессиональный контракт.
В 2016 году Джастас выступал в составе «Линчберг Хиллкэтс» в A-лиге. В первой половине регулярного чемпионата он одержал четыре победы при четырёх поражениях с пропускаемостью ERA 4,08. Летом он вошёл в команду звёзд Лиги Каролины на игру против сборной Калифорнийской лиги. 31 июля «Индианс» обменяли Шеффилда в «Нью-Йорк Янкис» в рамках сделки по переходу питчера Эндрю Миллера.
В мае 2018 года он был переведён из «Трентон Тандер» в «Скрэнтон/Уилкс-Барре Рейл Райдерс» из AAA-лиги. После перевода Джастас сыграл за команду в 17 матчах, одержал пять побед при четырёх поражениях с пропускаемостью ERA 2,61. В конце августа по решению тренеров клуба Шеффилд начал выходить на поле в качестве реливера для подготовки к дебюту за «Янкис». Первую игру в МЛБ он провёл 19 сентября против «Бостон Ред Сокс».
В ноябре 2018 года он перешёл в «Сиэтл Маринерс» в рамках сделки по обмену в «Янкис» Джеймса Пэкстона.